# Vantablack
Vantablack je tvar sastavljena od ugljikovih nanocijevčica i trenutno je najcrnija tvar poznata čovjeku. Apsorbira 99,965% zračenja vidljivog spektra svjetlosti. Ime dolazi od engleskog izraza "Vertically Aligned NanoTube Arrays". Predviđa se njena uporaba u vojsci i istraživanju svemira, osobito kod poboljšanja osjetljivosti infracrvenih kamera i raznih senzora.